# Falloria pendula
Falloria pendula är en mångfotingart som först beskrevs av Chamberlin 1918.  Falloria pendula ingår i släktet Falloria och familjen Xystodesmidae. Inga underarter finns listade i Catalogue of Life.